# Маслов, Николай Александрович
Николай Александрович Маслов (2 сентября 1947, Череповец, Вологодская область) — советский футболист, полузащитник, защитник.

## Карьера
Воспитанник ДЮСШ «Металлург» Череповец, за команду мастеров «Металлург» во второй лиге выступал в 1965—1969 годах. На левом флаге мог выступать на позициях крайнего полузащитника, защитника и нападающего. Отличался энергичностью и работоспособностью. В 1970 году перешёл в ленинградский «Зенит», сыграл в чемпионате 26 игр, забил один гол. После смены тренера потерял место в составе и в 1971 году переехал в Узбекистан, где играл за «Автомобилист» Термез и команду высшей лиги «Пахтакор». В 1972 году перешёл в московский «Локомотив», где провёл три сезона, в 1973 году был капитаном команды. В 1975—1977 годах играл за «Нефтяник» Тюмень.
Выступал за молодёжные сборные РСФСР и СССР.